# Račanska šljivovica
Račanska šljivovica (en serbe cyrillique : Рачанска шљивовица) est une réserve naturelle située à l'ouest de la Serbie, dans les monts Tara, sur le territoire de la municipalité de Bajina Bašta. Elle a été créée le 1er janvier 1957.

## Géographie
La réserve naturelle de Račanska šljivovica est située sur la rive droite de la Drina, dans les monts Tara. Elle couvre une superficie de 0,18 km2.

## Flore et faune
Račanska šljivovica abrite une importante colonie d'épicéas de Serbie (Picea omorika) ; on y rencontre aussi le hêtre, le sapin et le pin blanc.